# Belenzada
Unter Belenzada versteht man in der portugiesischen Geschichte den am 3. November 1836 erfolgten Versuch, die Septemberrevolution rückgängig zu machen. Drahtzieher dieses Putsches waren die Königin Maria II. und eine Reihe konservativer Politiker. Der Versuch scheiterte. Der Name „Belenzada“ nimmt auf Belém Bezug, damals ein eigenständiger Ort, heute ein Vorort von Lissabon. In Belém befand sich der Königspalast, in den sich die Königin und ihre Mitverschwörer zurückgezogen hatten.

## Vorgeschichte
Die Konstitutionalisten, also die Anhänger einer konstitutionellen Monarchie, die in Portugal auch Liberale genannt werden, hatten sich nach ihrem Sieg im Miguelistenkrieg schnell in zwei verfeindete Strömungen gespalten. Der linksliberale Teil der Bewegung wollte an die Liberale Revolution von 1820 anknüpfen und insbesondere die aus dieser Revolution resultierende Verfassung von September 1822 wieder einführen. Die Anhänger dieser Ideen wurden Setembristen genannt. Der konservative rechtsliberale Teil der Konstitutionalisten wollte dagegen an der dem Land von König Peter IV. gegebenen Verfassungscharta festhalten. Sie wurden deshalb als Cartisten bezeichnet.
Königin Maria II., die unmittelbar nach Ende des Miguelistenkrieges selbständig zu regieren begann, war Anhängerin der Cartisten. Seit Ende des Krieges hatte sie deshalb nur cartistische Regierungen ernannt. Im September 1836 kam es schließlich zu einem Volksaufstand in Lissabon, unterstützt von der Nationalgarde, mit dem die letzte cartistische Regierung gestürzt wurde (Septemberrevolution). Die Königin wurde, sehr gegen ihren Willen, durch diese Ereignisse gezwungen, eine setembristische Regierung (Manuel da Silva Passos, Markgraf von Sá da Bandeira) zu ernennen. Die Charta wurde außer Kraft gesetzt, die Verfassung von 1821 wieder eingeführt.

## Der Putsch
Königin Maria II. konnte sich nicht mit diesem Lauf der Dinge anfreunden. Am 3. November, also kaum vier Wochen nach der Septemberrevolution, versuchte sie bereits, das Geschehene rückgängig zu machen. Zu diesem Zweck zog sie sich in den Palast von Belém zurück und versammelte dort die wichtigsten Führer der Cartisten. Auf deren Rat setzte sie die setembristische Regierung ab und ernannte ein neues, cartistisches Kabinett. Gleichzeitig setzte sie die Verfassungscharta wieder in Kraft. Die Nationalgarde hielt allerdings treu zu den Setembristen, besetzte einige strategisch wichtige Plätze in Lissabon und kappten alle Nachrichtenverbindungen nach Belém. Zusätzlich kompliziert wurde die Angelegenheit durch die Briten, die zwei Kanonenboote in den Tejo bei Lissabon schickten, angeblich um die Königin zu schützen, die von der Nationalgarde bedroht sei. Diese – unwillkommene – Hilfe führte zu großen Problemen für die Cartisten, da im Volk der Eindruck entstand, die Engländer würden sich auf Seiten der Cartisten in die inneren Angelegenheiten Portugals mischen. Auch viele Cartisten protestierten gegen die englische Intervention. Nachdem die Königin sah, dass sie vollkommen isoliert war und gegen die Nationalgarde nichts ausrichten konnte, musste sie schließlich ihren Plan aufgeben und erneut eine setembristische Regierung akzeptieren.

## Bedeutung
Die Belenzada war nur einer von einer ganzen Reihe von Aufständen, mit denen das konservative politische Establishment versuchte, die Ergebnisse der Septemberrevolution ungeschehen zu machen (vgl. auch Aufstand der Marschälle). Diese waren letztendlich auch erfolgreich, 1842 konnte die Königin mit António Bernardo da Costa Cabral wieder eine konservativ-cartistische diktatorisch geprägte Regierung installieren.